# Гротеск (телесериал)
Гротеск (англ. Grotesquerie) — американский сериал в жанре хоррор-драмы, созданный Райаном Мерфи и Джоном Робином Бэйцем для FX. Премьера состоялась 25 сентября 2024.

## Сюжет
Детектив Лоис Трайон  вместе с  местной монахиней Меган,  должны выяснить источник серии чудовищных преступлений, которые затрагивают  их общину и их самих лично.

## В ролях

### В главных ролях
- Ниси Нэш — Детектив Лоис Трайон.
- Кортни Б. Вэнс — Маршалл Трайон.
- Микаэла Даймонд — сестра Меган.
- Николас Александр Чавес — Отец Чарли
- Рэйвен Гудвин — Мерритт Трайон.

### Второстепенные роли
- Джошуа Биттон — Сержант Кранбёрн
- Кэтрин Хантер — Мэйси Монтгомери
- Брук Смит — Гейл Хановер

## Список эпизодов
| №  | Название                                                 | Режиссёр              | Автор сценария                            | Дата премьеры    |
| -- | -------------------------------------------------------- | --------------------- | ----------------------------------------- | ---------------- |
| 1  | «Пилотный эпизод» «Pilot»                                | Макс Уинклер          | Райан Мерфи, Джон Робин Бенц и Джо Бейкон | 25 сентября 2024 |
| 2  | «Настоящие криминальные католики» «True Crime Catholics» | Макс Уинклер          | Райан Мерфи, Джон Робин Бенц и Джо Бейкон | 25 сентября 2024 |
| 3  | «Бендеры» «The Bender»                                   | Райан Мерфи           | Райан Мерфи, Джон Робин Бенц и Джо Бейкон | 2 октября 2024   |
| 4  | «Координаты» «Coordinates»                               | Алексис Мартин Вудалл | Райан Мерфи, Джон Робин Бенц и Джо Бейкон | 2 октября 2024   |
| 5  | «Красная дымка» «Red Haze»                               | Макс Уинклер          | Райан Мерфи, Джон Робин Бенц и Джо Бейкон | 9 октября 2024   |
| 6  | «Хорошее кесарево» «Good Caesarean Work»                 | Макс Уинклер          | Райан Мерфи, Джон Робин Бенц и Джо Бейкон | 9 октября 2024   |
| 7  | «Неподключенный» «Unplugged»                             | Макс Уинклер          | Райан Мерфи, Джон Робин Бенц и Джо Бейкон | 16 октября 2024  |
| 8  | «В мечтах» «In Dreams»                                   | Элеганс Брэттон       | Райан Мерфи, Джон Робин Бенц и Джо Бейкон | 23 октября 2024  |
| 9  | «Жгучий аромат серы» «The Stinging Aroma of Sulfur»      | Алексис Мартин Вудалл | Райан Мерфи, Джон Робин Бенц и Джо Бейкон | 23 октября 2024  |
| 10 | «Думаю, что я мертв» «I Think I'm Dead»                  | Алексис Мартин Вудалл | Райан Мерфи, Джон Робин Бенц и Джо Бейкон | 30 октября 2024  |